# Sahara algérien
Le Sahara algérien (arabe : الصحراء الجزائرية, en tamazight : ⵜⵉⵏⵉⵔⵉ ⵏ ⴷⵣⴰⵢⵔ, également appelé le Grand Sud algérien) est la partie du Sahara faisant partie du territoire algérien. Cet espace s'est structuré progressivement au cours de l'histoire de l'Algérie. Il est situé dans le sud du pays et couvre près de 84% de sa superficie. Il abrite en 2018 une population de 3 600 000 habitants, soit 10,5 % de la population algérienne.

## Géographie

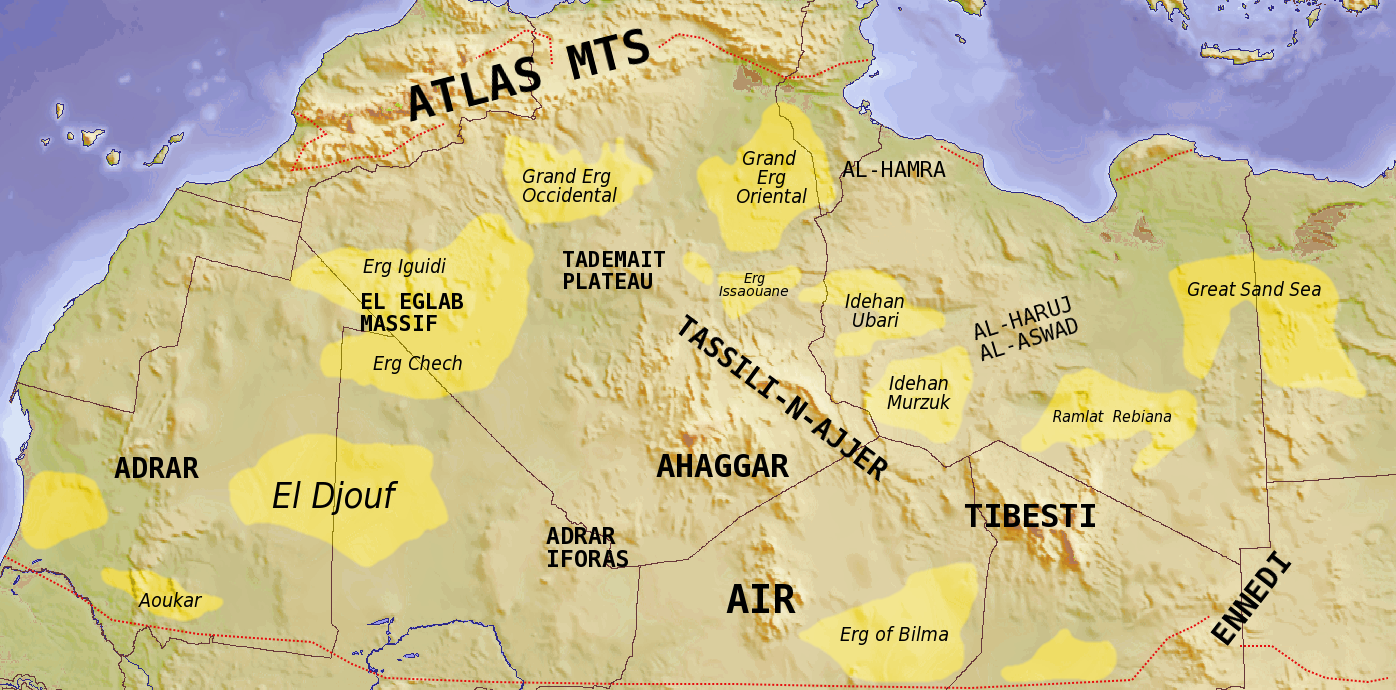
Carte topographique générale du Sahara.

Le désert du Sahara couvre près de 90 % du territoire algérien, il est traversé d'« ergs » : de dunes de sable, de « regs » : de terrains caillouteux, ainsi que de massifs volcaniques dans le grand sud.
Au nord, l'herbe de la steppe se raréfie lentement tandis que les espèces se modifient jusqu'à faire place au reg. L'erg, le désert de sable ne couvre que le cinquième du Sahara. Le grand erg oriental borde l'oued Righ, une succession d'oasis, s'étire le long de l'oued souterrain. La vallée de la Saoura limite à l'Ouest le grand erg occidental. Entre ces deux grands ergs, se situe la vallée du Mzab taillée dans un plateau.
À ce Sahara du Nord encore parsemé d'oasis s'oppose celui du Sud, dominé par le massif du Hoggar à plus de trois mille mètres d'altitude. De vastes hamadas monotones comme le plateau de Tademaït entre El Goléa et In Salah relient les grandes zones géographiques du Sahara.
Le Sahara se caractérise par la faiblesse de ses précipitations, enregistrant moins de 100 mm par an. Il arrive cependant qu'il neige et des inondations viennent parfois ranimer les oueds desséchés depuis la Préhistoire. Le sous-sol regorge d'eau dans la nappe de l'Albien qui s'étend sous une grande partie du Sahara algérien, vestige du climat steppique, qu'a connu la région il y a 10 000 ans.

## Histoire

### Période médiévale et moderne

Commerce transsaharien.

Les axes transsahariens entre les royaumes médiévaux (Rostémides, Zirides, Hammadides, Zianides...) et les espaces sahéliens (Empire Songhaï, boucle du Niger, pays Haoussa, royaume du Ouaddaï) font que des liens distendus existent, à l'époque, entre le Sahara et ces royaumes au nord. Certaines régions sahariennes basculent alors dans la sphère d’influence de certains royaumes.

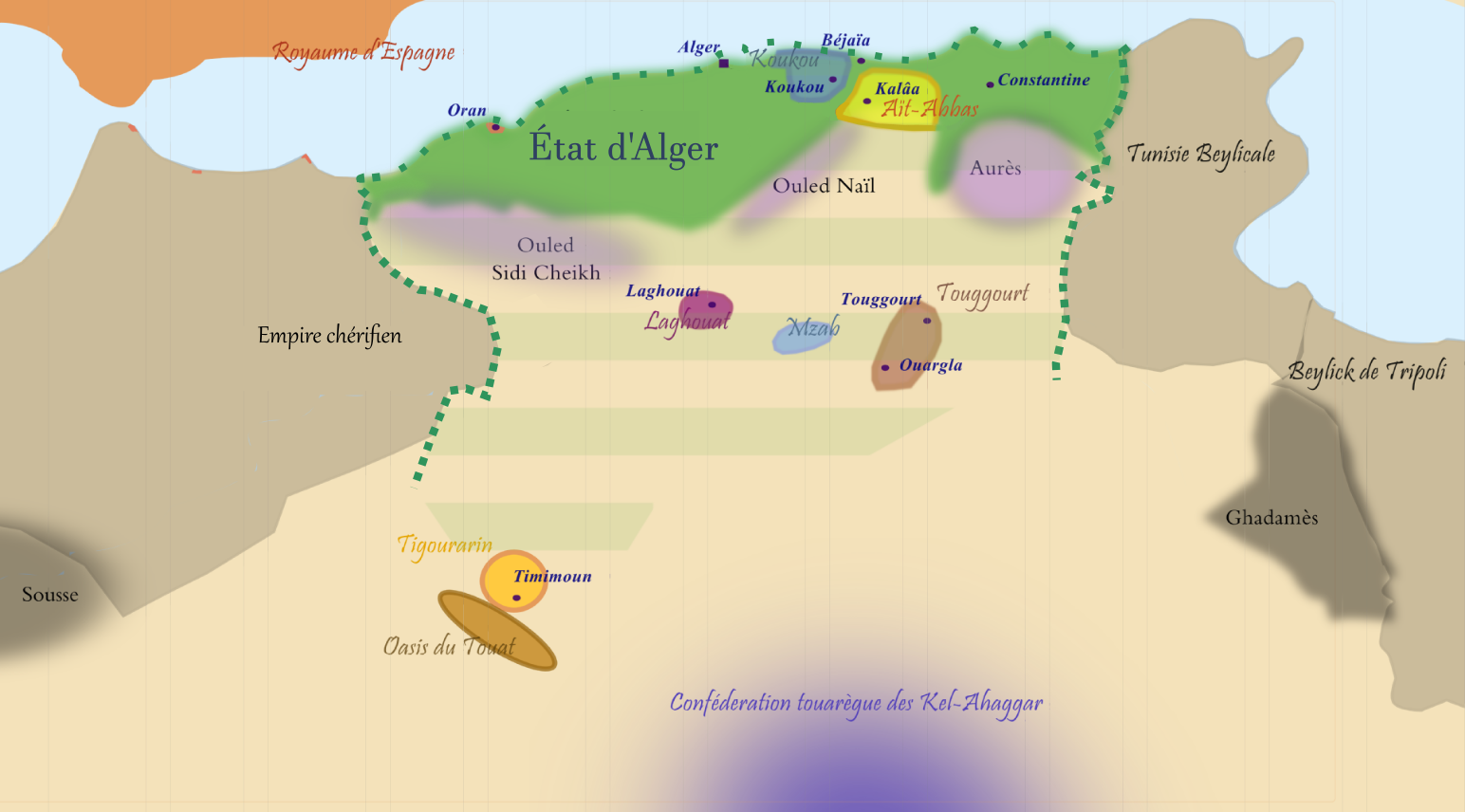
Régence d'Alger, dépendances et émirats locaux.

L’intérêt de la région est double, elle occupe une place dans le commerce transsaharien et assure le passage des caravanes de pèlerin. L'espace saharien est alors organisé de manière réticulaire, il n'y a pas de délimitation de territoire, mais un réseau d'axes et de points stratégiques, notamment pour le commerce florissant jusqu'au XVIe siècle.
En 1454, El Hadj Slimane Elimer crée le sultanat de Touggourt, qui règne sur la ville et sa région durant quatre siècles, jusqu’à la conquête française (XIXe siècle). Au XVIe siècle, l'établissement de la Régence d'Alger, puissance littorale et maritime, va ouvrir une période d'influence politique faible sur les régions sahariennes et une emprise existante mais assez lâche sur les confédération des Ouled Sidi Cheikh, les nomades des hautes plaines et les principautés guerrières du sud (Touggourt et Aïn Madhi/Laghouat). Et ce, malgré un statut de tributaire de Touggourt et Ouargla depuis l’expédition de Salah Raïs au XVIe siècle. Cependant les liens entre les populations sahariennes et la Régence sont réels ; ainsi les Mozabites et les Biskris fournissent des corporations de métier à la capitale, Alger.

### Conquête coloniale (1830-1903)
La conquête de l'Algérie par la France, débutée en 1830 à Alger, ne se traduit pas immédiatement par une occupation française dans la zone saharienne, qui ne représente alors qu'un intérêt secondaire. Au départ en effet, la conquête française s’étend à toute la partie dite « utile » de la Régence, c'est-à-dire les postes commerciaux stratégiques. Au-delà, vers le sud, les frontières sont plus floues et l’intérêt des colons français est moindre. Ce territoire désertique est considéré alors comme hostile et demeure sous l'autorité de tribus nomades. Seuls se soucient de « sonder » cet inconnu quelques arabisants aux Affaires arabes et à la Commission d’exploration scientifique instituée en août 1839.
Après plus d'une décennie sur le sol algérien, les Français finissent toutefois par donner un nom et un corps à cet espace saharien, qu'ils appellent désormais « Sahara algérien », désignant alors la zone intermédiaire entre Biskra et Ouargla.
Le lieutenant-colonel Daumas et le capitaine Carette en dessinent séparément les contours. La carte produite par Carette, distribuée aux parlementaires lors de la discussion des crédits extraordinaires pour l’Algérie en juin 1844, convainc ces derniers de la nécessité d’implanter des postes militaires en bordure de ce Sahara pour en préparer la domination.
Le capitaine Carette, par ailleurs secrétaire de la Commission scientifique, est un partisan fervent du « système de la Méditerranée » porté à la connaissance du public dès 1832. D’inspiration saint-simonienne, le système prône la « conciliation » de l’Occident entreprenant et de l’Orient sensuel par l’industrie et le commerce.
La frontière sud de l'ancienne régence d'Alger se met donc progressivement en place durant la période coloniale, à mesure que l'intérêt des Français pour le désert s'accroît et que ces derniers sécurisent leurs positions dans la zone. Durant le XIXe siècle, la partie septentrionale du Sahara est ainsi conquise.
Les premières missions d'exploration après la conquête de l'Algérie ont lieu de 1857 à 1861, avec le géographe Henri Duveyrier.
Celle-ci est suivie, de 1880 à 1881, de la mission menée par Paul Flatters, qui bute sur la résistance touarègue et se révèle un échec.
S'ensuivent deux autres en mai et décembre 1902, date à laquelle le lieutenant Georges Guillo Lohan, de la compagnie des Oasis sahariennes, parvient à faire reconnaître l'autorité du gouverneur des Territoires du Sud nouvellement créés sur la population indigène.
Les Territoires du Sud créés en 1902 et placés sous administration militaire deviennent les départements français du Sahara en 1957, et garderont cette dénomination jusqu'en 1962, année de l'indépendance de l'Algérie.

### Exploitations du Sahara
Le lobby des hydrocarbures en Algérie (pétrole et gaz) naît au lendemain de la Seconde Guerre mondiale et est à l'origine de la renégociation des accords d'Évian, connue sous le nom d'Accords d'Alger de 1965. Lors de la tractation des accords d'Évian avec le gouvernement provisoire de la République algérienne (GPRA), le président Charles de Gaulle a refusé de reconnaître la souveraineté de la future Algérie sur le Sahara, essayant à la place d'en faire une région autonome, sans succès. L'échec de la treizième réunion, établie dans le cadre de la première conférence d'Évian débutant le 20 mai 1961, entre Krim Belkacem, principal responsable du GPRA et Louis Joxe, ministre des Affaires algériennes, est directement lié à la question du statut du Sahara. Lors de la conférence de presse consécutive, Belkacem déclare alors :
« nous nous sommes trouvés en face d'un gouvernement français qui veut bien décoloniser mais à moitié ; c'est-à-dire maintenir l'Algérie sous une domination coloniale à peine déguisée ».

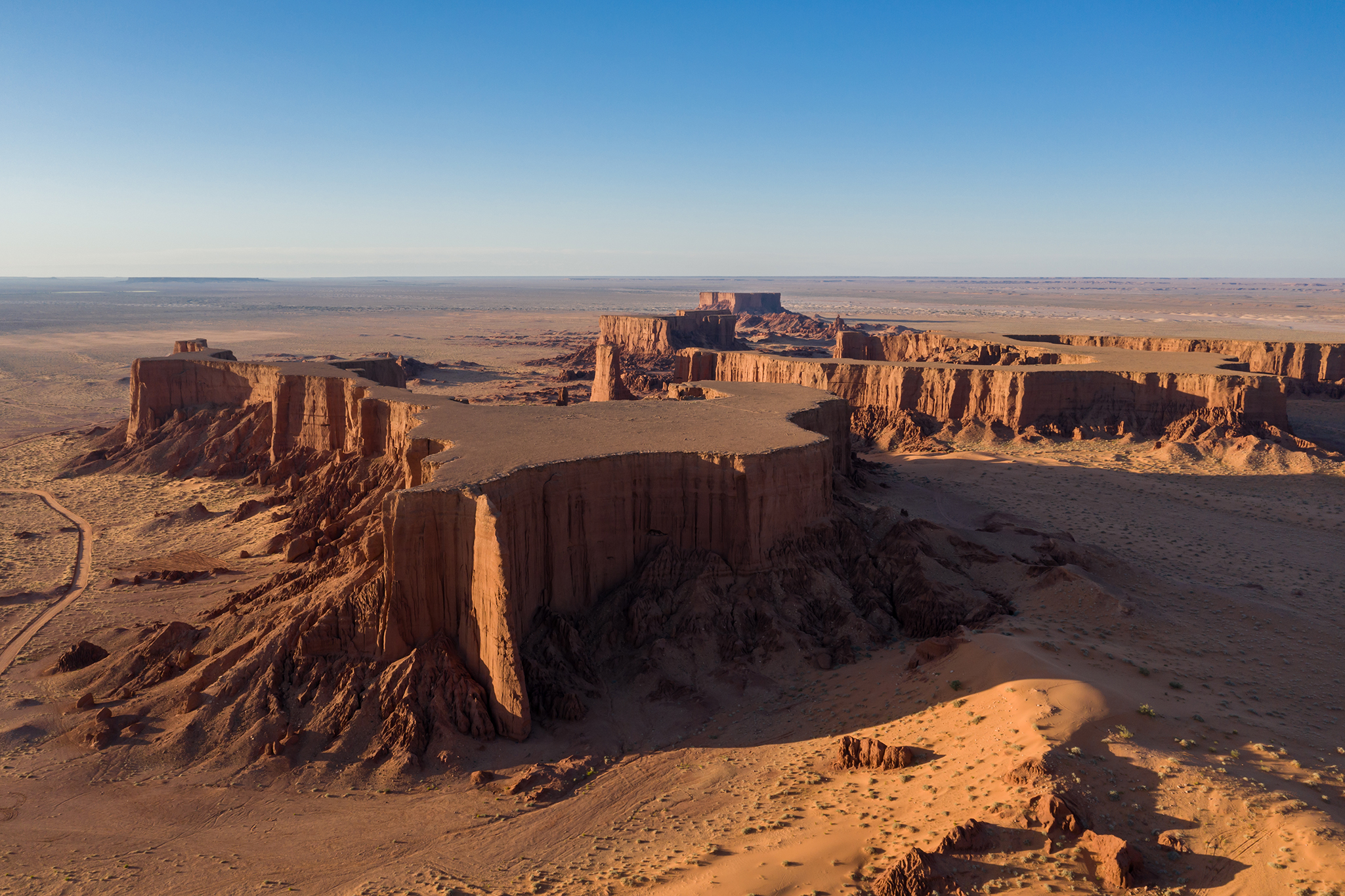
Le site d'El Gour dans la wilaya d'El Bayadh

Le président de Gaulle avait émis des recommandations à ses délégués. Déjà durant la IVe République, un Président du Conseil avait publiquement déclaré :
« La France est et demeure une grande puissance. Elle mobilisera ses forces pour que se réalise le miracle saharien. De grandes richesses, en charbon, en fer, en pétrole, en gaz naturel, des Territoires du Sud, seront mises en valeur. La Métropole apportera sa technique et ses investissements ; l'Algérie apportera sa main d'œuvre de plus en plus qualifiée et demain ses cadres. La mise en valeur du désert c'est la grande tâche de notre génération ».
De fait, l'Histoire lui a donné raison en 1956 avec la découverte par la compagnie française des pétroles Algérie d'importants gisements de pétrole et gaz dans le Sahara nommés respectivement Hassi Messaoud et Hassi R'Mel. Plus tard un Ministre de la Ve République ajoute « la France ne pourrait poursuivre son extension sans l'Afrique et les richesses du sous-sol africain ne pourraient être exploitées sans la France ».

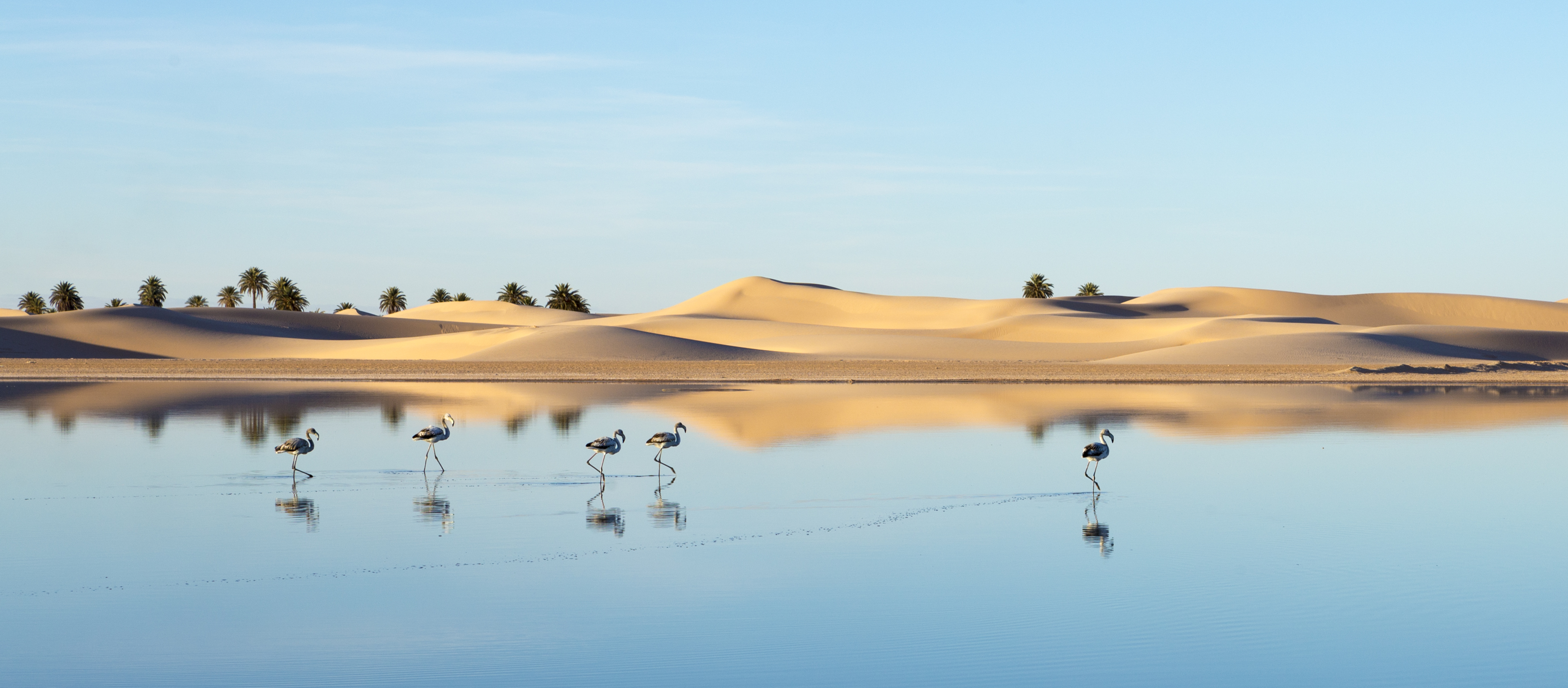
Le flamant rose au lac Oum El Raneb, Ouargla.

Pourtant les affaires pétrolières franco-algériennes ont survécu à la guerre d'Algérie (le FLN ne sabotant pas les installations pétrolières à la suite d'accords avec les sociétés pétrolières françaises avec contrepartie financière, cette thèse étant contestée par Benjamin Stora) et à l'Algérie française grâce à la collaboration conflictuelle entre sociétés pétrolières françaises et le jeune État algérien jusqu'en 1971, année de la nationalisation des installations françaises du Sahara par Houari Boumédiène, président de la nouvelle République algérienne.
La Société nationale de recherche et d'exploitation de pétrole en Algérie ou SN REPAL (qui devient par la suite Elf Aquitaine) est créée en 1946 par la IVe République française dans le but de disposer d'un approvisionnement national en pétrole.
En 1949, la Compagnie française des pétroles (ou CFP, renommée Total en 1985) commence son activité dans le Sahara algérien. Le 21 juin 1951, celle-ci signe un accord préliminaire avec la SN REPAL en prévision du partage des gisements répartis sur un périmètre de 250 000 km2. La Compagnie française des pétroles "Algérie" (C.F.PA.), filiale de la C.F.P., est créée en 1953. Avec 35 % des parts de son capital, l'État français est l'actionnaire majoritaire de la C.F.P.A dont les travaux mettent au jour Hassi Messaoud (« le puits du bonheur ») en 1956. De cette date à 1970, ce seul gisement produit 128 millions de tonnes d'or noir.

#### Complexe militaro-énergétique du Hoggar (1957-1978)
En réponse à la crise du canal de Suez de 1956 qui a mis au jour, à la fois, les limites de la coopération entre Alliés au lendemain de la Seconde Guerre mondiale, les prétentions internationales des nouvelles superpuissances États-Unis et Union soviétique, ainsi que le passage au second rang des obsolètes grandes puissances coloniales britannique et française, le gouvernement français décide la création d'un champ d'expérimentation au Sahara en 1957. La France consacre ainsi à sa défense nationale l'exploitation d'un terrain de 108 000 km2 afin d'y mener des expériences.
De cette entreprise d'élaboration d'une force de dissuasion atomique au sein des départements français du Sahara (Territoires du Sud) découle la politique énergétique nucléaire de la France. L'exploitation des quatre installations militaires françaises principales, Colomb-Béchar, Hammaguir, Reggane et In Ecker s'achève en 1967. La dernière, B2-Namous, bénéficie d'une couverture civile la Sodéteg, et poursuit ses activités jusqu'en 1978.

#### Diplomatie française (1961)
« Le pétrole, c'est la France et uniquement la France, le Sahara algérien est une fiction juridique et nationaliste sans fondement historique. On peut accepter beaucoup de choses, on ne peut pas abandonner le Sahara purement et simplement au F.L.N. »
Charles de Gaulle, président de la Ve République française, instructions à la délégation française en mai 1961,,.
Cette instruction du président Charles de Gaulle à sa délégation participante à la première conférence d'Évian en mai 1961 peut se comprendre à la lumière de l'analyse contemporaine de la diplomatie française par la Commission de publication des documents diplomatiques français (Documents diplomatiques français, 1961) :
« L'organisation des Territoires du Sud, comme leur conquête, fut graduelle ainsi que l'établiront l'analyse des textes qui les concernent et l'examen de leur évolution. Les richesses du Sahara, dès 1936 mais surtout depuis 1950 et 1951, ont provoqué les convoitises du colonialisme, et d'abord du colonialisme français : de là, la tentative de distraire de l'Algérie sa partie saharienne au moyen de quelques subterfuges juridiques inopérants et à l'aide de slogans tel que celui de « Dunkerque à Tamanrasset ». »

### Indépendance
Cinq installations militaires françaises restent actives au Sahara après l'indépendance de l'Algérie. Quatre d'entre elles sont évacuées en 1967, la dernière, B2-Namous, n'est abandonnée par l'armée française qu'en 1978.

## Population

### Démographie

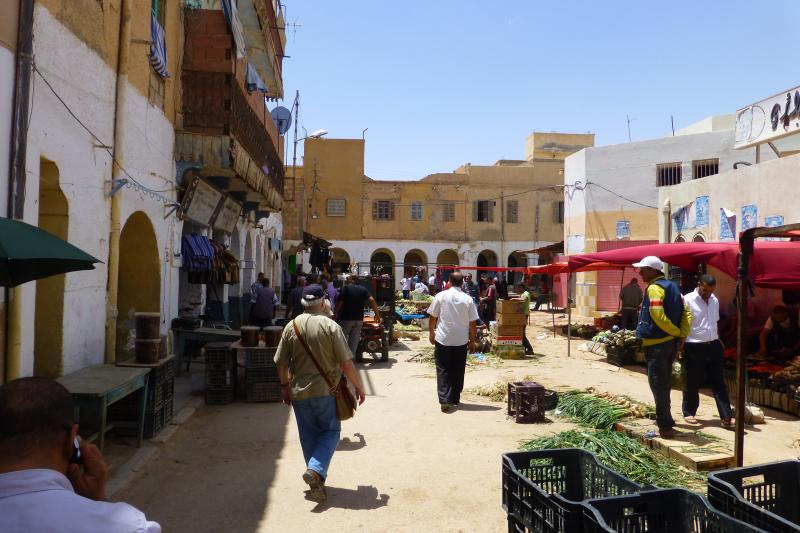
Marché à Biskra, la plus grande ville du Sahara.

Le Sahara algérien compte 3 600 000 habitants selon le recensement de 2008, soit 10,5 % de la population algérienne répartie sur 90 % du territoire national. Toutefois, il a connu un essor démographique exceptionnel depuis l’indépendance du pays, sa population s'est multipliée par 5,4 en 50 ans, en 1954, il ne rassemblait qu'environ 660 000 habitants pour 6,92 %. Cette croissance est alimentée par des taux de natalité plus élevés et des migrations positives, notamment vers, et à proximité, des zones de production d'hydrocarbures.
Néanmoins, la répartition de la population et le dynamisme démographique ne sont pas uniformes. La population est surtout concentrée dans le Nord-Est : le Bas-Sahara rassemble plus de la moitié de la population saharienne. Les Ziban, sont la région saharienne la plus peuplée, devant le Souf et Oued Righ. Les marges sahariennes occidentales et méridionales demeurent très peu peuplées. Tandis que les zones les plus dynamiques sont les zones frontalières méridionales, le Piémont saharien central et l'axe méridien Laghouat-Tamanrasset (à l'exception du M'zab), ainsi que certaines villes : Adrar, Tindouf, El Oued. À l'inverse, certaines régions ont connu une croissance beaucoup plus lente, notamment la Saoura, le Gourara, ainsi que le M'zab.
La population y est très largement urbanisée, avec 70 % de citadins en 2008 ; en 1954, elle était seulement 22 %, la scolarisation y est massive : plus de 85 % des enfants entre 6 et 15 ans, alors qu'elle était l'exception avant l'Indépendance. Les Sahariens sont très majoritairement actifs dans le secteur tertiaire, dans le passé, ils vivaient essentiellement de l'agriculture.

### Peuplements

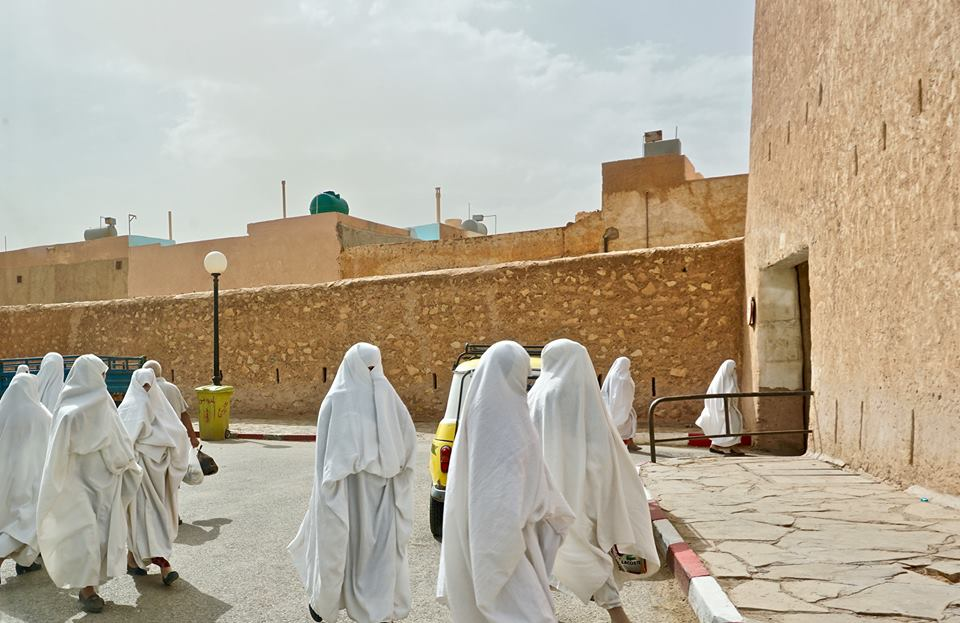
Femmes mozabites.

Le nord du Sahara algérien a servi de refuge au début de la période islamique à des populations fuyant les persécutions pour des motifs religieux sectaires. Il a également accueilli des tribus repoussées pour de simples raisons démographiques.
Ainsi les Mozabites ibadites, descendants de l'ancien royaume zénète et kharidjite de Tahert détruit au Xe siècle, ont construit des cités dans la vallée du Mzab ; d'autres populations, d'origines nomades, comme les Châamba ou les Rebaïa, se sont adaptées à ce milieu aride. Ils font remonter leur origine à un ancêtre prestigieux pour asseoir leur légitimité dans la région. Les Chaâmba sont des nomades éleveurs vivant entre le Grand Erg occidental et le Grand Erg oriental.
Le Souf a attiré de nombreux nomades aujourd'hui sédentarisés, comme les Rebaïa venus pour beaucoup de Libye, puis les Troud, arrivés à partir du XIVe siècle. Les Châamba, venus plus tard au XVIIIe siècle, sont entrés dans un système d'alliances (çoff) avec d'autres groupes : Makhadma, Beni Thour et Saïd Otba. Ils avaient été attirés dans cette région par l'affleurement de la nappe aquifère qui permet de pratiquer l'agriculture.

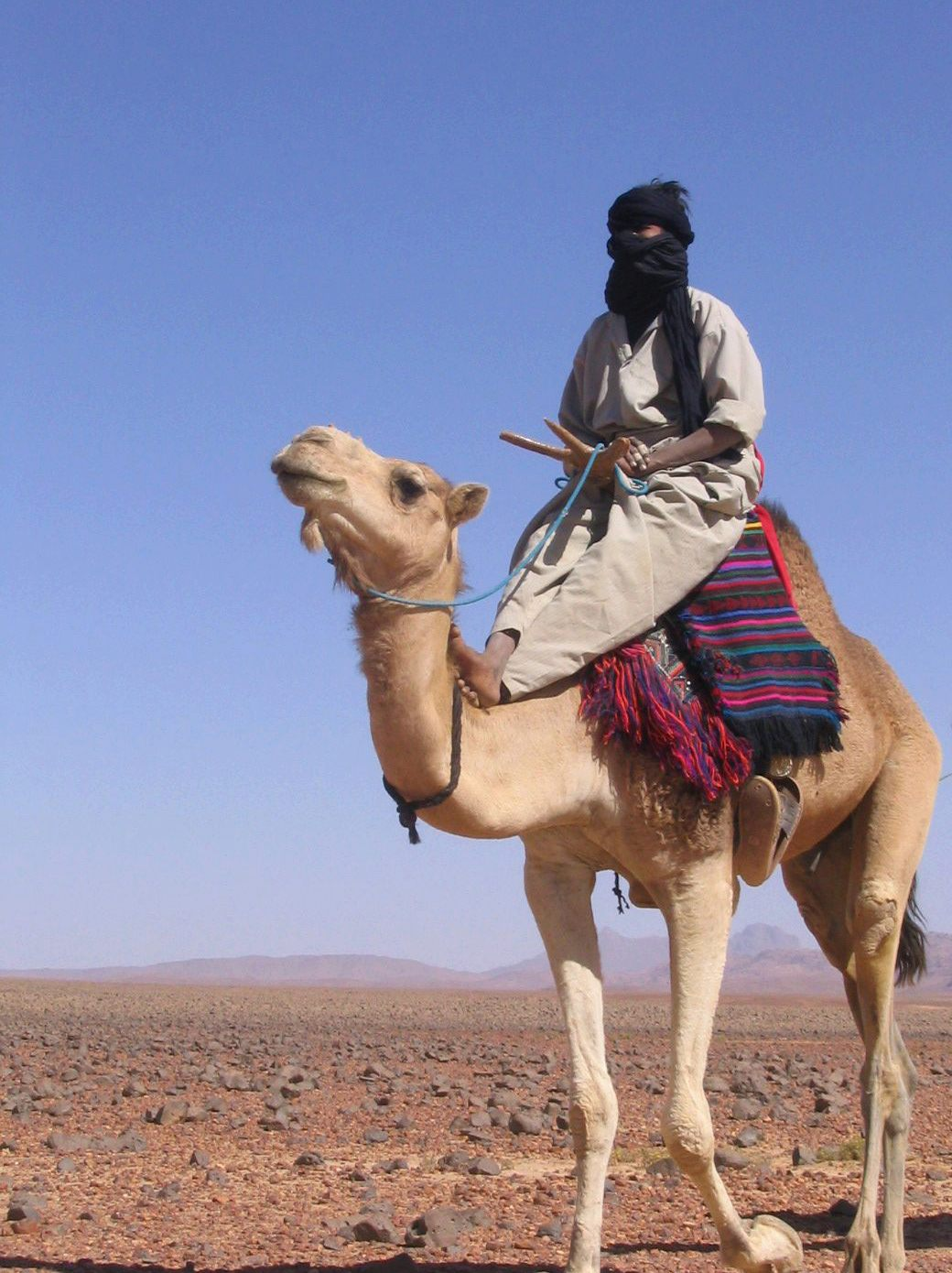
Homme touarègue.

Dans les régions occidentales : Saoura, Touat, Gourara et Tidikelt ; la société est composée de plusieurs strates : les chorfas, nobles, descendants de la famille du prophète ; les merabtine (descendants d'un saint) ; les ahrar (personnes libres) représentent les tribus arabes et zénètes ; et les haratins (descendants d'anciens esclaves).
Le Sahara algérien abrite également une partie de la communauté touarègue, dans le Hoggar
pour ce qui concerne le pays, une population berbère vivant à cheval sur plusieurs États situés entre le Sahara et le Sahel.
La colonisation a entrainé la sédentarisation des nomades. Après l'indépendance de l'Algérie, ce processus s'accélère et une nouvelle bourgeoisie commerciale issue de ces anciens nomades se constitue notamment dans les agglomérations de l'ouest saharien. Cette sédentarisation des nomades a contribué à affaiblir les pouvoirs tribaux. Auquel s'ajoutent d'autres facteurs qui ont transformé la société saharienne comme l'installation des migrants venus du Nord et la promotion sociale et politique des anciens harratines, dont l'intégration avait commencé durant la guerre de libération de l'Algérie.

## Administration

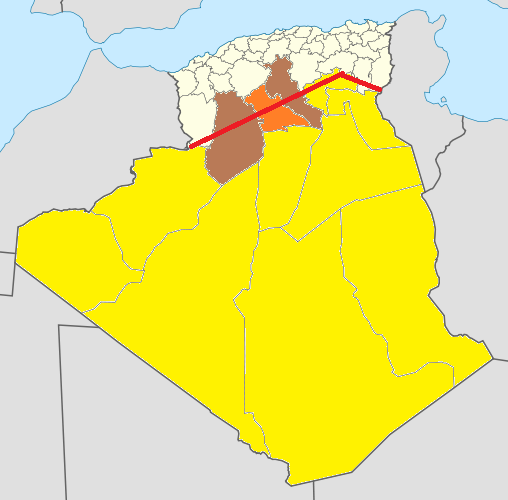
Cartes des wilayas d'Algérie, les wilays du Sud, sont plus étendues et occupent la majorité du territoire.

Le Sahara algérien est constitué de dix-neuf wilayas strictement sahariennes, neuf avant le dernier découpage administratif : Adrar, Béchar, Biskra, El Oued, Ghardaïa, Illizi, Ouargla, Tamanrasset et Tindouf ; ainsi qu'une wilaya majoritairement saharienne (Laghouat) et deux autres possèdent au sud des espaces sahariens minoritaires : Djelfa et El Bayadh. Fin 2019, les dix wilayas déléguées créées en 2015, ont été promues au rang de wilayas : Timimoun, Bordj Badji Mokhtar, Ouled Djellal, Béni Abbès, In Salah, In Guezzam, Touggourt, Djanet, El M'Ghair et El Meniaa.
L'organisation territoriale actuelle du Sahara algérien remonte à la colonisation française. La découverte du pétrole en 1956 a suscité l'intérêt français pour cet espace qui était soumis à une organisation spéciale depuis 1902 par le biais  des territoires du Sud. En 1958, une  nouvelle organisation territoriale s'est articulée sur la départementalisation de ces territoires.
Après l'indépendance, un nouveau découpage administratif a été conçu dans les années 1970 qui conduit à la création de six wilayas : Béchar et Adrar à l’ouest, Ouargla, Biskra et Laghouat à l’est et Tamanrasset dans le grand sud qui se substituent aux deux départements précédents ; la Saoura et les Oasis. Le découpage de 1985, développe le nombre de wilayas de 31 à 48, dont quatre créations au Sahara : Tindouf et Illizi occupant des zones stratégiques sur les frontières (ouest et est), et Ghardaïa et El Oued qui représentent des territoires historiques replacés dans le réseau institutionnel.